# Georgi Asparuchow
Georgi Asparuchow (bulgarisch Георги Аспарухов, englische Transkription: Georgi Asparuhov; * 4. Mai 1943 in Sofia; † 30. Juni 1971) war ein bulgarischer Fußballspieler. Er wurde zu Bulgariens Fußballer des 20. Jahrhunderts erklärt.
Asparuchow, von seinen Anhängern Gundi genannt, war ein Stürmer und für den Verein Lewski Sofia in der Saison 1960/61 sowie in der Zeit zwischen 1964 und 1971 aktiv. Dazwischen absolvierte er zwei Spielzeiten zwischen 1961 und 1963 für Botew Plowdiw. In 245 Spielen gelangen ihm 150 Tore in der höchsten bulgarischen Spielklasse, wobei sich auch zahlreiche europäische Spitzenvereine um seine Dienste bemühten. Bei der Achtelfinalpartie von Lewski gegen Benfica Lissabon im Europapokal der Landesmeister in der Saison 1965/66 konnte sich Benfica mit Eusébio, Coluna, Simões und Torres nach zwei Spielen nur sehr knapp durchsetzen und Asparuchow erlangte aufgrund seiner vier Tore europaweiten Bekanntheitsgrad, wie auch Lewski Sofia als Verein. Asparuchow war zudem der erste Spieler, der im Stadion von Benfica Lissabon zwei Treffer erzielen konnte. Benfica war anschließend bereit, Asparuchow zu finanzieren und in seine Mannschaft aufzunehmen, was aber zu den Zeiten des Kalten Krieges nicht in die Realität umgesetzt werden konnte. Auch die AC Mailand wollte Asparuchow verpflichten, als dieser sich mit seiner Frau während eines Auswärtsspiels in Italien befand. Gundi nahm aus Angst um seine Verwandtschaft in Bulgarien das Angebot nicht an und antwortete mit einem der heute bekanntesten Zitate in Bulgarien. “Има една страна, България. Там има един отбор Левски, може да не сте чували за него. Но аз в него съм се родил, в него и ще умра!” (Übersetzung: „Es gibt ein Land, Bulgarien. Und dort gibt es einen Verein, namens Lewski. Vielleicht habt ihr nicht von diesem gehört, aber ich bin dort geboren, und dort werde ich auch sterben!“)
Asparuchow schoss in 49 Spielen für die bulgarische Fußballnationalmannschaft 18 Tore und war der einzige Bulgare, der im Wembley-Stadion gegen England traf. Darüber hinaus schoss er das einzige Tor bei der Weltmeisterschaftsteilnahme Bulgariens 1966 in England. Weiterhin nahm er an den Weltmeisterschaften 1962 in Chile und WM 1970 in Mexiko teil.
Asparuchow starb im Jahr 1971 bei einem Autounfall. Er war zu dieser Zeit einer der berühmtesten Sportler in Bulgarien und seiner Beerdigung in Sofia wohnten geschätzte 200.000 Personen bei. Zusammen mit Asparuchow verunglückte mit Nikola Kotkow ein weiterer bulgarischer Nationalspieler.

## Erfolge und Ehrungen
- Bulgarischer Meister: 1965, 1968, 1970
- Gewinner des Sowjetarmee-Pokals: 1962, 1967, 1970, 1971 (1971: postum)
- Torschützenkönig Bulgariens: 1965 (27 Tore)
- Bulgarischer Sportler des Jahres: 1965
- Fairplay-Auszeichnung: 1999 (postum)
- 8. Platz bei der Ballon-d’Or-Wahl: 1965
- Bulgarischer Fußballer des Jahrzehnts
- Bulgarischer Fußballer des 20. Jahrhunderts
- 40. Platz bei der Wahl zum besten europäischen Spieler aller Zeiten